# 高嵩雲
高 嵩雲（こう すううん、生没年不詳）は江戸時代の英派の絵師。

## 来歴
高嵩谷の門人。名は清。高嵩雲、嵩雲、烏有斎と号す。寛政期に活躍しており、寛政7年（1795年）刊行の狂歌絵本『狂歌江戸紫』（四方歌垣、万象亭、花江戸住撰）に歌麿、宗理らとともに挿絵を描いている。